# Marcel Franz
Pour les articles homonymes, voir Franz.
Marcel Franz, né le 20 février 1996 à Oranienbourg, est un coureur cycliste et entraineur allemand. Durant sa carrière, il participe à des compétitions sur route et sur piste.

## Biographie
En 2013, Marcel Franz; associé à Jasper Frahm, Robert Kessler et Leon Rohde, devient champion d'Allemagne de poursuite par équipes juniors (moins de 19 ans). Il termine également deuxième de la course aux points pour les juniors. L'année suivante, il remporte deux titres de champion national chez les juniors, dans la course aux points et la poursuite par équipes (avec Frahm, Max Kanter et Eric Schlott). Sur route, il gagne les contre-la-montre par équipes de la Coupe du Président de la Ville de Grudziadz et du Sint-Martinusprijs Kontich, deux courses internationales juniors.
En 2015, il remporte la médaille d'argent du scratch aux championnats d'Europe sur piste espoirs (moins de 23 ans) à Athènes. En 2019, il se classe troisième du  championnat d'Europe de course derrière derny et l'année suivante, il est champion d'Allemagne dans cette discipline. 
En 2022, Marcel Franz, qui a étudié les sciences du sport à l'Université de Leipzig, est embauché par la Fédération allemande de cyclisme pour entraîner l'équipe junior d'endurance sur piste. À 26 ans, il succède à Tim Zühlke, qui est promu entraineur des adultes.

## Palmarès sur route

### Par année
- 2014
  - 1rea étape de la Coupe du Président de la Ville de Grudziadz (contre-la-montre par équipes)
  - 3ea étape du Sint-Martinusprijs Kontich (contre-la-montre par équipes)
- 2016
  - Tour du Sachsenring
- 2018
  - 1re et 2e étapes du Tour de l'Oder
  - Tour de Sebnitz
  - 3e du Tour de l'Oder
- 2019
  - 3e étape du Tour de Vysočina
  - 3e du Gastown Grand Prix

### Classements mondiaux
| Année           | 2017   | 2018   | 2019   |
| --------------- | ------ | ------ | ------ |
| UCI Europe Tour | 1 561e | 2 109e | 1 534e |

## Palmarès sur piste

### Championnats d'Europe
- Athènes 2015
  -  Médaillé d'argent du scratch espoirs
- 2019
  -  Médaillé de bronze de course derrière derny

### Championnats d'Allemagne
- 2013
  -  Champion d'Allemagne de poursuite par équipes juniors (avec Jasper Frahm, Robert Kessler et Leon Rohde)
- 2014
  -  Champion d'Allemagne de poursuite par équipes juniors (avec Jasper Frahm, Max Kanter et Eric Schlott)
  -  Champion d'Allemagne de la course aux points juniors
  - 2e de la poursuite juniors
- 2015
  - 3e de la poursuite par équipes
- 2016
  - 2e de l'américaine
- 2019
  - 3e de la course derrière derny
- 2020
  -  Champion d'Allemagne de course derrière derny